# Georgetown Football Stadium
Georgetown Football Stadium – to wielofunkcyjny stadion w Georgetown, stolicy Gujany. Jest obecnie używany głównie dla meczów krykieta oraz piłki nożnej. Swoje mecze rozgrywa na nim reprezentacja Gujany w piłce nożnej oraz drużyna piłkarska Alpha United FC. Stadion mieści 2000 osób.